# Іванівка (Єланський район)
Іванівка (рос. Ивановка) — село у Єланському районі Волгоградської області Російської Федерації.
Населення становить 174  особи. Входить до складу муніципального утворення Івановське сільське поселення.

## Історія
Село розташоване у межах українського історичного та культурного регіону Жовтий Клин.
Згідно із законом від 24 грудня 2004 року № 980-ОД органом місцевого самоврядування є Івановське сільське поселення.

## Населення
| 2010 | 2012 | 2013 | 2014 | 2015 | 2016 | 2017 |
| ---- | ---- | ---- | ---- | ---- | ---- | ---- |
| 244  | ↘232 | ↘230 | ↘224 | ↘208 | ↘180 | ↘174 |